# Valse Brutal
Valse Brutal je šesti album slovenskega skladatelja Boruta Kržišnika. Prvotno je bil izdan leta 2009 pri slovenski založbi KUD France Prešeren (Ljubljana), nenazadnje pa ga je leta 2014 izdala britanska založba Claudio Records (Peacehaven, UK). Album vsebuje sedem skladb, ki se pretežno gibljejo na najvišjih nivojih dinamike in v turbulentni artikulaciji besa in agitiranosti.

## Seznam skladb
| Borut Kržišnik: Valse Brutal | Borut Kržišnik: Valse Brutal | Borut Kržišnik: Valse Brutal |
| Št.                          | Naslov                       | Dolžina                      |
| ---------------------------- | ---------------------------- | ---------------------------- |
| 1.                           | „Intruder‟                   | 6:17                         |
| 2.                           | „Goldbach's Conjecture‟      | 9:24                         |
| 3.                           | „Valse Brutal‟               | 5:02                         |
| 4.                           | „Ludi Amphitheatrales‟       | 6:24                         |
| 5.                           | „Dreams and Frames‟          | 6:27                         |
| 6.                           | „Corridors of Power‟         | 7:03                         |
| 7.                           | „Polite Predators‟           | 5:30                         |

## Kolofon
Zasedba:
- Borut Kržišnik – virtualni orkester

Avtorske navedbe:
- Skladatelj in producent: Borut Kržišnik
- Umetniška svetovalka: Aleksandra Rekar
- Posneto in mešano v P.N. studijih, Ljubljana, 2008
- Tonski mojster: Bac Kajuh
- Asistent tonskega mojstra: Turob Tušek
- Mastering: Colin Attwell
- Oblikovanje: TBT design

Založba:
Claudio Records Ltd., BN10 8PU England, © 2014 Claudio Records Ltd., www.claudiorecords.com 